# Darrere de la veritat
Darrere de la veritat (títol original en anglès, The Good Mother) és una pel·lícula estatunidenca de thriller policial del 2023 dirigida per Miles Joris-Peyrafitte i coescrita amb Madison Harrison. És protagonitzada per Hilary Swank, Olivia Cooke, Jack Reynor i Hopper Penn. La pel·lícula es va estrenar a càrrec de Vertical Entertainment l'1 de setembre de 2023. S'ha doblat i subtitulat al català.

## Repartiment
- Hilary Swank com a Marissa
- Olivia Cooke com a Paige
- Jack Reynor com a Toby
- Dilone com a Gina
- Norm Lewis com a Jim
- Hopper Penn com a Ducky
- Larry Fessenden com a Gary